# Krisztina
A Krisztina a Krisztián név női párja.

## Rokon nevek
- Krisztiána:[1] a Krisztián név női változata[2]
- Kriszta:[1] a Krisztina önállósult beceneve[2]
- Tina:[1] főleg a Krisztina és a Martina, de ugyanakkor valamennyi -tina végű női név önállósult beceneve[3]
- Tinetta:[1] a Tina olasz továbbképzése[3]
- Krisztabell:[1] a Kriszta és a Bella összetétele.

## Gyakorisága
A Krisztina először a 16-17. században volt népszerű név, az 1970-es években a legtöbbször választott női név volt. Az 1990-es években a Krisztina igen gyakori, a Kriszta igen ritka, a Krisztiána, a Tina és a Tinetta szórványos név volt, a 2000-es években a Krisztina a 28-49. leggyakoribb női név, a Kriszta, Krisztiána, Tina és a Tinetta nincs az első százban.

## Névnapok
Krisztina, Kriszta, Krisztiána, Krisztabell
- június 22.[2]
- július 24.[2]
- augusztus 5.[2]

Tina, Tinetta
- június 16.[3]
- július 24.[3]

## Változatai más nyelveken
- Angolul: Christina, Christine, Christy, Christie, Chrissie, Chrissy
- Csehül: Kristýna
- Dánul: Christina
- Finnül: Kristiina, Kirsi, Kirsti, Tiina
- Franciául: Christine
- Hollandul: Christina
- Horvátul: Kristina
- Izlandiul: Kristine
- Katalánul: Cristina
- Latinul: Christina
- Lengyelül: Krystyna
- Németül: Christine
- Norvégul: Kristin, Kristine
- Olaszul: Cristina
- Oroszul: Кристина
- Portugálul: Cristina
- Románul: Cristina
- Spanyolul: Cristina
- Svédül: Kristina
- Szlovákul: Kristína
- Szlovénül: Kristina

## Híres névviselők
- „Krisztina” utónevű személyek szócikkeinek listája a Wikidata alapján
- „Kriszta” utónevű személyek szócikkeinek listája a Wikidata alapján
- „Christina” utónevű személyek szócikkeinek listája a Wikidata alapján
- „Christine” utónevű személyek szócikkeinek listája a Wikidata alapján
- „Christy” utónevű személyek szócikkeinek listája a Wikidata alapján
- „Cristina” utónevű személyek szócikkeinek listája a Wikidata alapján
- „Kirsi” utónevű személyek szócikkeinek listája a Wikidata alapján
- „Kristin” utónevű személyek szócikkeinek listája a Wikidata alapján
- „Kristina” utónevű személyek szócikkeinek listája a Wikidata alapján
- „Kristiina” utónevű személyek szócikkeinek listája a Wikidata alapján
- „Kristine” utónevű személyek szócikkeinek listája a Wikidata alapján
- „Kristyna” utónevű személyek szócikkeinek listája a Wikidata alapján
- „Tiina” utónevű személyek szócikkeinek listája a Wikidata alapján
- „Tina” utónevű személyek szócikkeinek listája a Wikidata alapján